# قرار مجلس الأمن التابع للأمم المتحدة رقم 1473
قرار مجلس الأمن التابع للأمم المتحدة رقم 1473، المتخذ بالإجماع في 4 نيسان / أبريل 2003، بعد التذكير بالقرارات السابقة بشأن تيمور الشرقية، ولا سيما القرار 1410 (2002)، عدل المجلس ولاية بعثة الأمم المتحدة لتقديم الدعم إلى تيمور الشرقية لتحسين قدرتها على تدريب الشرطة الوطنية في ضوء الوضع الأمني، وإبطاء تقليص حجم العملية.
ورحب مجلس الأمن بالتقدم الذي أحرزته تيمور الشرقية بمساعدة بعثة الأمم المتحدة، وشدد على أولوية تحسين قدرات الشرطة الوطنية، وأشار إلى استمرار التحديات التي تواجه أمن البلد واستقراره. وقرر أن يشمل تكوين وقوام عنصر الشرطة في البعثة وتقليص حجمه التدابير التالية:
(1) إدراج وحدة دولية لمدة سنة واحدة؛
(2) توفير قدرة تدريبية إضافية فيما يتعلق بمكافحة الشغب وأمن الحدود والعمليات التكتيكية؛
(3) التأكيد على حقوق الإنسان وسيادة القانون؛
(4) الاحتفاظ بوجود رصد واستشارة في المناطق الخاضعة لسيطرة شرطة تيمور الشرقية؛
(5) الأعمال التحضيرية لنقل السلطة إلى قوة شرطة تيمور الشرقية.
قرر القرار أن تقليص حجم المكون العسكري لبعثة الأمم المتحدة حتى ديسمبر 2003 سيتم تعديله بحيث يتم تخفيض عدد قوات حفظ السلام العسكرية من 1750 بشكل أبطأ مما كان متصورًا في القرار 1410. بحلول يناير 2004، كان 325 ضابطًا لا يزالون موجودين في البلاد. كما سيتم الاحتفاظ بكتيبتين.
طُلب من الأمين العام كوفي عنان تقديم تقرير بحلول 20 أيار / مايو 2003 عن الجدول الزمني المنقح لتقليص حجم بعثة الأمم المتحدة لتقديم الدعم في تيمور الشرقية وإبقاء المجلس على علم بالتطورات في تيمور الشرقية. أخيرًا، طُلب من حكومة تيمور الشرقية التعاون مع بعثة الأمم المتحدة في تنفيذ استراتيجيات الشرطة والجيش.

## روابط خارجية
- نص القرار في undocs.org